# Nymphoides geminata
Nymphoides geminata är en vattenklöverväxtart som först beskrevs av Robert Brown, och fick sitt nu gällande namn av Carl Ernst Otto Kuntze. Nymphoides geminata ingår i släktet sjögullssläktet, och familjen vattenklöverväxter. Inga underarter finns listade i Catalogue of Life.